# Fritz Schreiter
Bruno Friedrich („Fritz“) Schreiter (* 27. April 1892 in Dresden; † 13. September 1944 ebenda) war ein kommunistischer Politiker und Widerstandskämpfer gegen den Nationalsozialismus.

## Leben

### In der Arbeiterbewegung
Fritz Schreiter absolvierte eine Ausbildung als Metallfacharbeiter. Als Lehrling trat er 1908 in Dresden dem Deutschen Metallarbeiter-Verband bei, 1909 dem Bildungsverein der Arbeiterjugend, 1912 der SPD. Als Antimilitarist agitierte er in der Armee gegen den Krieg und desertierte 1917 nach Dänemark. Er wurde ausgeliefert und von einem deutschen Kriegsgericht zu einer langjährigen Haftstrafe verurteilt, jedoch schon während der Novemberrevolution 1918 aus dem Gefängnis befreit.
Er war Anhänger des Spartakusbundes und gehörte zum linken Flügel der USPD. Im DMV war er ein Sprecher der klassenkämpferischen Richtung. 1920 wurde er Mitglied der KPD und in der Dresdner Ortsverwaltung des DMV angestellt. Fritz Schreiter war von April 1922 bis Ende Januar 1924 Stadtrat in Dresden und anschließend Stadtverordneter.  Ende 1924 wurde er in Zschachwitz, damals eine Nachbargemeinde von Dresden, zum Bürgermeister gewählt, weshalb er sein Dresdner Mandat zurückgab. Weil er als Delegierter zum V. Weltkongress der Komintern nach Moskau gereist war, wurde er aus der DMV-Verwaltung entlassen. Fritz Schreiter erhob Kritik an der ultralinken Wende der KPD, so opponierte er gegen die Politik der Revolutionären Gewerkschafts-Opposition und die Sozialfaschismusthese, weswegen er im November 1928 aus der Partei ausgeschlossen wurde. Schreiter trat der Kommunistischen Partei-Opposition (KPD-O) bei, in der er aktiver Funktionär wurde. Dies war ein wesentlicher Grund dafür, dass er 1930 als Bürgermeister von Zschachwitz nicht wiedergewählt wurde. Bis 1933 blieb er Abgeordneter des Zschachwitzer Gemeindeparlaments.

### Widerstand
Nach der „Machtergreifung“ der Nationalsozialisten musste er fliehen. Im April 1933 emigrierte er in die Tschechoslowakei und arbeitete dort für die illegale Organisation der KPD-O. Am 27. April 1934 wurde er aus Deutschland ausgebürgert. Mit seiner Familie musste er weiter nach Dänemark fliehen. Dort betätigte er sich aktiv gegen die faschistische Propaganda. Nach der deutschen Besetzung im Jahr 1940 flüchtete er weiter nach Schweden. Von dort wurde er trotz heftiger Proteste am 12. Juli 1940 nach Dänemark ausgewiesen, dort festgenommen und nach Deutschland überführt.
Er, seine Frau Emma und sein Sohn Axel wurden zusammen mit dem tschechischen Widerstandskämpfer Rudi Skohoutil und dem Freitaler Widerstandskämpfer Willy Schneider vom Volksgerichtshof angeklagt, in Deutschland und im Ausland, besonders in der damaligen Tschechoslowakei und in Dänemark, Hochverrat vorbereitet zu haben, umstürzlerische Schriften ins Reich gebracht und verteilt zu haben. Die drei wurden am 20. bzw. 21. März verurteilt. In der Urteilsbegründung hieß es: Fritz Schreiter müsse  „die härteste Strafe treffen ... Er hat ... mit der Einfuhr der Schriften der KPD-O nach Deutschland ... im hohen Grade dazu beigetragen, die Verwirklichung der Volksgemeinschaft zu erschweren, da sich durch den Inhalt der Schreiben verblendete Volksteile sich immer wieder verleiten ließen, sich gegen das Volksganze zu stellen ... Hinzu kommt, dass er nach dem Verhalten ... in der Hauptverhandlung heute noch als ein verstockter und unbelehrbarer Kommunist anzusehen ist.“ Es folgte eine Verurteilung zu 15 Jahren Zuchthaus wegen Vorbereitung zum Hochverrat. Er wurde in das Zuchthaus Waldheim transportiert. Dort wurde auf Initiative von Schreiter eine illegale Leitung der sozialistischen Häftlinge gebildet. Damit gelang es ihm, wenigstens im Zuchthaus in Sinne einer Einheitsfront die Sozialisten zusammenzuführen. Diese illegale Arbeit unter Gefangenen wurde jedoch verraten. Es kam zu einem erneuten Prozess. Schreiter wurde wegen Vorbereitung zum Hochverrat und Feindbegünstigung zum Tode verurteilt und am 13. September 1944 in Dresden hingerichtet.
In Zschachwitz wurde im Jahr 1946 eine Straße nach ihm benannt.

## Schicksal der weiteren Personen
- Axel Schreiter, sein Sohn, kam ins KZ Flossenbürg. Laut der  UNRRA-Kartei wurde er dort am 6. April 1945 ermordet.[2]

- Seine Frau Emma Schreiter wurde 1941 zu 3 Jahren und 2 Monaten Zuchthaus verurteilt, blieb aber insgesamt 4 Jahre und 10 Monate inhaftiert. Im Jahr 1945 wurde sie aus dem Zuchthaus Waldheim befreit.[3] Sie wurde Mitglied der KPD, dann der SED, des FDGB und des Demokratischen Frauenbundes (DFD). Sie übernahm 1945 die Leitung eines Erholungsheimes in Bansin. Im Jahr 1947 als Mitglied der VVN wurde sie 1949 Vorsitzende des DFD in Bansin und 1950 Zweite Vorsitzende der Dresdner VVN. Dort starb sie 1953.

- Rudi Skohoutil, der die illegale Grenzarbeit mit Fritz Schreiter gemeinsam durchführte und diese nach Schreiters Flucht in Dänemark weiterführte, wurde im Prozess gegen Schreiter zu 5 Jahren Zuchthaus und 5 Jahren Ehrverlust verurteilt. Über sein weiteres Schicksal ist nichts bekannt.